# Ангутиха (посёлок)
Ангу́тиха — посёлок в Туруханском районе Красноярского края.

## Описание
Расположен на левом берегу реки Енисей в 44 км севернее Туруханска. Находится в северной части умеренного климатического пояса, в зоне континентального климата.
Ангутиха не имеет улиц.
| 2010 |
| ---- |
| 0    |

## История
Посёлок основан в 1844 году выходцем из Тульской губернии Степаном Петровичем Давыдовым. По состоянию на 1918 год в селе проживало 29 человек (15 мужчин и 14 женщин)